# Joe Buzzetta
Joe Buzzetta, né le 30 décembre 1936 à Brooklyn (New York) et mort le 15 janvier 2023 à Wellington (Floride), est un pilote automobile américain sur circuits à bord de voitures de sport, Grand Tourisme et Sport-prototypes.

## Biographie

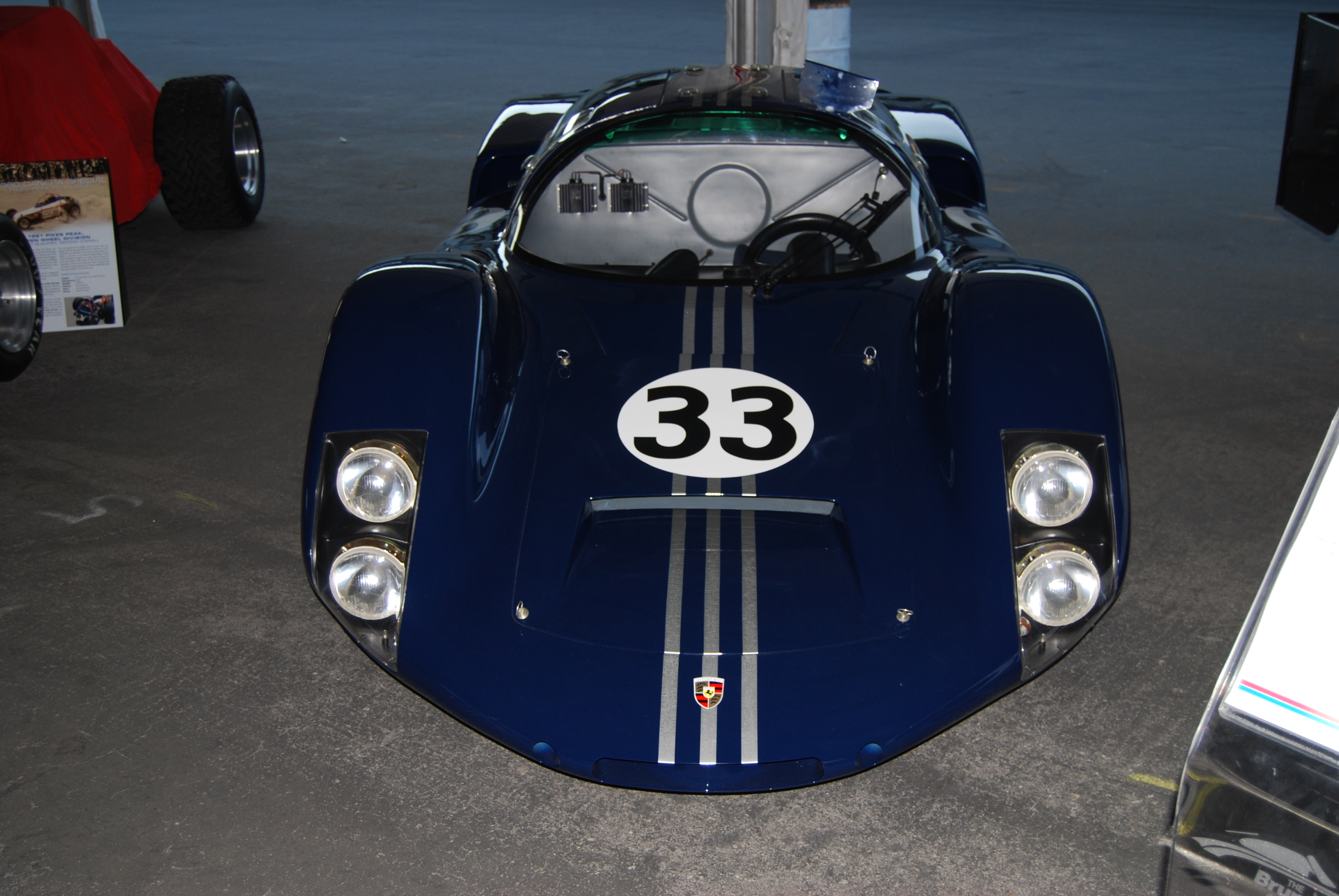
Porsche 906E Sports Cars victorieuse à Laguna Seca en 1967 et 1968 (et Daytona 1967) en championnat SCCA Road Racing, passée entre les mains de Peter Gregg et de Buzzetta (modèle également conduit par Scooter Patrick, deuxième du championnat 1967).

Il commence sa carrière en 1959 en Europe, sur Porsche 356 Carrera.
il obtient deux titres consécutifs en SCCA National Sports Car Championship, pour les années 1962 et 1963 sur Porsche (classes E, puis F modifiées, en empochant à l'époque trois victoires sur le Thompson International Speedway entre 1961 et 1963, toujours en National).
En 1964 il gagne les 500 kilomètres de Bridgehampton -au circuit proche de New York- associé à Bill Wuesthoff sur Porsche 904. 
Il devient également le lauréat du Trophée Doug Revson en 1967 pour sa victoire au championnat USRRC (Road Racing du SCCA, futur CanAm) en catégorie moins de 2L. sur Porsche 906 classe E, devant Scooter Patrick (de).
Il remporte en 1967 aussi les 1 000 kilomètres du Nürburgring, associé à l'Allemand Udo Schütz sur Porsche 910 (quatrième en 1968 avec Jochen Neerpasch).
Il participe à deux reprises aux 24 Heures du Mans, en 1967 (avec Udo Schütz) et 1968 (avec Scooter Patrick), avec la 910 puis la 908 (deux abandons pour causes mécaniques). Il termine troisième des 24 Heures de Daytona en 1968 avec Jo Schlesser sur Porsche 907, après avoir été quatrième  des 12 Heures de Sebring en 1966 avec Hans Herrmann et Gerhard Mitter sur la 904 (7e en 1967). 
En 1969 il obtient encore deux derniers podiums, à Sebring (troisième, entre autres avec Rolf Stommelen) et aux 6 Heures de Watkins Glen (encore troisième), avec désormais la 908.